# Raimo Mäntynen
Raimo Mäntynen, né le 22 mars 1954, à Karhula, en Finlande, est un ancien joueur finlandais de basket-ball.